# Tahar Rahim
Tahar Rahim (Belfort, 4 juli 1981) is een Frans acteur van Algerijnse afkomst. Hij won met de film Un prophète een César voor beste acteur.

## Biografie
Hij is geboren en getogen in de Franse stad Belfort, zijn familie komt van oorsprong uit de regio Oran in Algerije. Rahim bezocht in zijn jeugd regelmatig de bioscoop. Na de middelbare school volgde hij een studie film aan de Université Paul-Valéry-Montpellier. Tijdens zijn studie speelde hij zichzelf in de documentaire Tahar l'étudiant. Zijn eerste grote rol in een film was Un prophète dat hem vele filmprijzen opleverde, waaronder twee Césars voor beste acteur en meest belovend acteur, een Europese filmprijs en een Patrick Dewaereprijs. In 2011 was zijn internationale doorbraak met de film The Eagle.
Voor zijn rol als de onschuldig vastgezette Mohamedou Ould Slahi in de film The Mauritanian werd hij genomineerd voor een BAFTA en een Golden Globe.

### Privé
Rahim is in 2010 getrouwd met actrice Leïla Bekhti. Samen hebben ze een zoon en een dochter.

## Filmografie
- Bibsys: 11069710
- Biblioteca Nacional de España: XX5050974
- Bibliothèque nationale de France: cb16218999v (data)
- Catàleg d'autoritats de noms i títols de Catalunya: 981058520140806706
- CiNii: DA18905989
- Gemeinsame Normdatei: 1025347684
- International Standard Name Identifier: 0000 0001 1703 9030
- Library of Congress Control Number: no2010126072
- Nationale Bibliotheek van Tsjechië: pna2017953114
- Nationale Bibliotheek van Israël: 987007335243605171
- Nederlandse Thesaurus van Auteursnamen: 32656649X
- Système universitaire de documentation: 14572493X
- Virtual International Authority File: 151834640
- WorldCat: E39PBJtmyyGc4qpTCDK9x9YQMP